# Guglielmo III del Monferrato
Guglielmo III degli Aleramici (970 – 1042), figlio di Ottone I degli Aleramici e nipote di Aleramo, fu marchese del Monferrato dal 991 alla morte.

## Biografia

### Infanzia
Guglielmo III era figlio primogenito di Ottone I degli Aleramici. Egli storiograficamente è il terzo Guglielmo, poiché i precedenti due personaggi omonimi, Guglielmo I e Guglielmo II, furono rispettivamente il padre di Aleramo e il figlio di Aleramo.

### Giovinezza
Poco si sa di lui. Molti documenti dell'epoca ne attestano l'intervento per la costruzione di un monastero presso Spigno. In un altro testo invece, redatto intorno al 1014, Guglielmo e il fratello Riprando donarono molti beni all'Abbazia di Fruttuaria. Tra il 991 e il 1002 anche la chiesa di Acqui Terme ricevette alcune donazioni da parte dei marchesi. Guglielmo in tal modo perseguiva la politica religioso-familiare incominciata da Aleramo e che verrà portata avanti anche dai suoi successori.
Nei Miracula sancti Bononii si ricorda anche la moglie di Guglielmo, Waza, la quale, viene citata mentre è intenta a pregare sulla tomba di San Bononio, abate nell'Abbazia di Lucedio.

### Politica
Guglielmo III abbandonò la politica filo-imperiale della sua famiglia per intervenire nelle lotte comunali dell'Italia degli inizi dell'XI secolo: partecipò ad un'alleanza anti-imperiale, cui aderirono anche Uberto il Rosso e Olderico Manfredi II, marchese di Torino, alla cui testa stava Leone, vescovo di Vercelli.
Tra gli alleati presto nacquero dei disguidi che li portarono a combattersi aspramente tra loro stessi. Leone attaccò Santhià, ove risiedeva Guglielmo III, quest'ultimo per vendicarsi dell'attacco del vescovo, assediò Vercelli, che poi venne data alle fiamme. In un trattato di pace tra Guglielmo III e Olderico Manfredi II, venne concessa in moglie la figlia di questi Adelaide al figlio di Guglielmo, Enrico.
Quando tutti gli alleati si furono appacificati con il Sacro Romano Impero, Guglielmo III continuò a combattere ma le cose per lui si misero evidentemente male: l'imperatore Enrico III il Nero distrusse la sua fortezza in Valle Orba.

### Morte
Guglielmo III morì nel 1042, probabilmente prima del 29 gennaio, quando Enrico, figlio di Guglielmo, lo cita in un atto in cui dona alcune terre alla chiesa di Torino.

## Discendenza
Dal matrimonio con la moglie Waza nacquero due figli:
- Ottone II degli Aleramici (1015 ca. – 20 novembre 1084), succedette al padre nel Marchesato del Monferrato;
- Enrico degli Aleramici (... – 1045), fu co-marchese del Monferrato con il fratello maggiore Ottone II dal 1042 alla morte. Sposò Adelaide di Susa, figlia di Olderico Manfredi II ed ereditiera della Marca di Torino, dalla quale non ebbe figli.

## Ascendenza
|                              |             |   | Genitori                   |  |  | Nonni                  |  |  | Bisnonni                   |  |
|                              |             |   |                            |  |  | Aleramo del Monferrato |  |  | Guglielmo I del Monferrato |  |
|                              |             |   |                            |  |  | Aleramo del Monferrato |  |  | Guglielmo I del Monferrato |  |
|                              |             | … |                            |  |  | Aleramo del Monferrato |  |  |                            |  |
| Ottone I del Monferrato      |             |   |                            |  |  | Aleramo del Monferrato |  |  |                            |  |
|                              |             | … | …                          |  |  |                        |  |  |                            |  |
|                              |             | … | …                          |  |  |                        |  |  |                            |  |
|                              |             | … | …                          |  |  |                        |  |  |                            |  |
| Guglielmo III del Monferrato |             | … |                            |  |  |                        |  |  |                            |  |
|                              | Riprando II | … |                            |  |  |                        |  |  |                            |  |
|                              | Riprando II | … |                            |  |  |                        |  |  |                            |  |
|                              | Riprando II | … |                            |  |  |                        |  |  |                            |  |
| ?                            | Riprando II |   |                            |  |  |                        |  |  |                            |  |
|                              |             | ? | Adalberto, conte di Reggio |  |  |                        |  |  |                            |  |
|                              |             | ? | Adalberto, conte di Reggio |  |  |                        |  |  |                            |  |
|                              |             | ? | Ildeburga                  |  |  |                        |  |  |                            |  |
|                              |             | ? |                            |  |  |                        |  |  |                            |  |